# Manuel Pérez Donsión
Manuel Pérez Donsión (Donsión, provincia de Pontevedra, 18 de enero de 1954). Es ingeniero industrial y catedrático de la Universidad de Vigo, universidad donde en la actualidad imparte docencia en el área de Ingeniería Eléctrica.

## Formación académica
Es doctor ingeniero industrial. Se incorporó en 1972 a la Escuela Universitaria de Ingeniería Técnica Industrial de la Universidad Laboral de Tarragona, donde obtuvo en primer lugar el bachiller superior y tres años más tarde el Título Superior de Ingeniero Técnico Industrial. Posteriormente se trasladó a la Escuela Técnica Superior de Ingenieros Industriales de Tarrasa (Universidad Politécnica de Cataluña) donde consiguió el Título de Ingeniero Industrial. En su regreso a Galicia, se incorporó en 1980 a la Escuela Técnica Superior de Ingenieros Industriales de Vigo, donde 6 años más tarde obtuvo el doctorado por la misma Universidad. Tras opositar al cuerpo de profesores titulares de la Universidad consiguió su plaza en 1987. Sería el 12 de julio de 1993 el día en que obtuvo su Cátedra, la cual lleva ocupando hasta la actualidad.

## Proyectos de I+D financiados en convocatorias públicas
Participó en un total de 18 proyectos tanto de carácter nacional como internacional, siendo en 17 de ellos, coordinador e investigador principal recibiendo en algún caso cuantías de subvención próximas a los 540.000 Euros.

## Publicaciones o documentos científico-técnicos
Donsión es un activo importante en la investigación y en la labor científica que desarrolla y que se ve reflejada en sus numerosas publicaciones en revistas técnicas.
Además podemos destacar entre sus principales obras impresas las siguientes:
- Manual de Prácticas de Laboratorio de Maquinas Eléctricas (Vigo, 1986).
- Maquinas Eléctricas de corriente continua. Bases teóricas y ejercicios propuestos (Vigo, 1987).
- Maquinas Eléctricas de corriente continua. Ejercicios resueltos (Vigo, 1987).
- "Motores síncronos de imanes permanentes" (monografía en colaboración con Manuel A.

Fernández Ferro, Santiago de Compostela, 1990).
- "Estabilidad transitoria de sistemas de potencia" ( monografía, Santiago de Compostela, 1993).
- "Coupled model for the interior type permanent magnet synchronous motors at different speeds" ( Holanda, 2006).

## Congresos, Conferencias y participación en Comités de representación Internacional
A lo largo de su carrera y con el constante afán de difundir el conocimiento, Pérez Donsión participó como ponente y/o como conferenciante invitado en un total de 37 conferencias a nivel nacional y 86 a nivel internacional. La trasmisión del conocimiento y el contacto con otros colegas de la Universidad española le hizo concebir la idea de la celebración de Congresos en el campo de la Ingeniería Eléctrica. Sería en julio de 1991 a través de la 1.ª jornada Hispano- Lusa de Ingeniería Eléctrica celebrada en Vigo con la colegialidad de su buen amigo el Catedrático de la Universidad de Coímbra Carlos Lemos Antunes , el germen de una constante celebración de Congresos tanto a nivel nacional como internacional.
Las Conferencias Hispano-Lusas, así llamadas en la actualidad, se vienen celebrando entre España y Portugal y se encuentran en su duodécima edición tras ser celebrada ésta en Ponta Delgada ( Región Autónoma de las Azores) en julio de 2011 y que verá su próxima edición en Valencia (Comunidad Valenciana) entre el 30 de junio y 2 de julio de 2013. En el campo de las Máquinas Eléctricas fue notable para España, la celebración en septiembre de 1996 en Vigo de la " International Conference on Electrical Machines" (ICEM), de relevancia mundial y donde Donsión ocupó el cargo de Presidente Organizador y Principal responsable de la Organización.

## AEDIE y AEDERMACP
La Asociación Española para el Desarrollo de la Ingeniería Eléctrica (AEDIE) y la European Association for the Development of Renewable Energies, Environment and Power Quality (EA4EPQ) mentada anteriormente como AEDERMACP, nombre que se le da en castellano. Ambas Asociaciones están presididas en la actualidad por Manuel Pérez Donsión.
AEDIE así como EA4EPQ , tienen como finalidad la promoción, desarrollo y divulgación del conocimiento, investigación y tecnología en el campo de la ingeniería eléctrica así como en el del desarrollo de las energías renovables, medioambiente y calidad de potencia respectivamente, y de todos aquellos valores que contribuyan al desarrollo de ambas. Ambas Asociaciones han colaborado mediante la celebración de Congresos, Reuniones o análogos eventos destinados a la investigación y al desarrollo de sus respectivos objetivos fijados en sus Estatutos.
Importante es destacar el papel que adquiere la International Conference on Renewable Energies and Power Quality (ICREPQ), en la que Pérez Donsión ocupa el cargo de Presidente del Comité Directivo y es el Principal responsable de la Organización de la misma. Esta Conferencia Internacional que se encuentra en continuo crecimiento se ha dado cita hasta la fecha en 12 ediciones en las siguientes ciudades:
Vigo (03), Barcelona (04), Zaragoza (05), Palma de Mallorca (06), Sevilla (07), Santander (08), Valencia (09), Granada (10), Las Palmas de Gran Canaria (11), Santiago de Compostela (12), Bilbao (13), Córdoba (14),  La Coruña (15),La decimocuarta ciudad que albergará este evento será Madrid que celebrará la Conferencia en 2016.
ICREPQ busca impulsar los mismos objetivos recogidos anteriormente para EA4EPQ, siendo marco ideal para académicos, ingenieros, industriales y usuarios de todos los lugares del mundo, como así lo demuestra su última edición en La Coruña donde se dieron cita personas de más de 60 nacionalidades, donde departir sobre aquellas áreas de desarrollo de la energía renovable y de la calidad de potencia.

## Méritos
- Ha realizado más de 30 proyectos de ingeniería y llevado la dirección de obra de buena parte de los mismos, ha participado en 35 comités con representación internacional, ha coordinado la organización, como director/presidente, de 28 actividades de I+D (congresos/conferencias) e imparte en la actualidad, en diferentes universidades/centros de investigación de todo el mundo conferencias y seminarios. Dirigió 5 Tesis Doctorales así como 70 Proyectos Fin de Carrera.
- Fue miembro del Consejo Rector del Instituto Tecnológico de Galicia (1994 –2001 por ser Director ETSII).
- Es miembro del Steering Committee de la International Conference on Electrical Machines (ICEM).
- Es Presidente del Comité Directivo del Congreso Hispano-Luso de Ingeniería Eléctrica (CHLIE)
- Miembro del Subcomité Español de Compatibilidad Electromagnética (AENOR: AEN/CTN 208 G.T. 77-210).
- Premio Sevilla 1988. Premio Aragón 1984 y Premio Hector Arias 2003 de Técnica Industrial.
- En 1998 se le concedió la Insignia de Oro de la Fundación Semana Verde de Galicia.
- Es Presidente de la Asociación Española para el Desarrollo de la Ingeniería Eléctrica (AEDIE), de la European Association for the Development of Electrical Engineering (EADEE) y de la European Association for the Development of Renewable Energy, Environment and Power Quality (EA4EPQ).
- Es Vicepresidente de la Asociaçao Portuguesa para o Desenvolvemento da Engenharia Electroténica (APDEE).

## Aportes pedagógicos
Manuel Pérez Donsión escribió una gran variedad de libros que son empleados tanto en el campo de la investigación como en las universidades. Los primeros libros que escribió (como, por ejemplo, el libro “Calidad de la energía eléctrica”) se usan principalmente en el ámbito de la educación, debido a que ayudan a la comprensión de una gran variedad de conceptos e ideas. Los últimos libros que escribió (como, por ejemplo, “Analysis for Power Quality Monotoring”) se centran en el campo de la investigación, debido a que son más técnicos y específicos.
Otra de las aportaciones a la educación a destacar de Manuel es que él es un docente que lucha por el valor que tienen los adolescentes y la juventud de hoy en día, ya que gracias a sus opiniones y puntos de vista, los docentes también pueden aprender y mejorar.
En lo relativo con su método de enseñanza, actualmente, Manuel emplea una combinación de métodos modernos y métodos más clásicos. Para sus sesiones de clase, siempre prepara un PowerPoint y, previamente, les proporciona a sus alumnos y alumnas toda la documentación necesaria. Aparte de esto, también usa el encerado de tizas en su clase (fundamentalmente para aclarar ideas). Pero sin duda, lo más importante que hace Manuel en sus clases es intentar  fomentar en sus alumnos y alumnas el trabajo en equipo y el diálogo.